# Конвой №4625
Конвой № 4625 — японський конвой часів Другої світової війни, проведення якого відбувалось у червні — липні 1943-го.
Вихідним пунктом конвою був атол Трук у центральній частині Каролінських островів, де ще до війни створили потужну базу японського ВМФ, з якої до лютого 1944-го провадились операції у цілому ряді архіпелагів. Пунктом призначення став розташований у Токійській затоці порт Йокосука, що під час війни був обраний як базовий для логістики Труку.
До складу конвою увійшли транспорти «Нічії-Мару» (Nichii Maru) та «Сея-Мару» (Seia Maru), тоді як охорону забезпечував кайбокан (фрегат) «Окі».
Загін вийшов у море 25 червня 1943-го. Його маршрут пролягав через кілька традиційних районів патрулювання американських підводних човнів, які зазвичай діяли на підходах до Труку, біля Маріанських островів, островів Огасавара та поблизу східного узбережжя Японського архіпелагу. Втім, у підсумку проходження конвою № 4625 відбулось успішно і 4 липня він без втрат досягнув Йокосуки.